# 孤島の王
『孤島の王』（ことうのおう、Kongen av Bastøy）は2010年のノルウェー・フランス・スウェーデン・ポーランド合作のサスペンス映画。1915年にノルウェーのオスロ・フィヨルドにある孤島バストイ島の少年矯正施設で起きた少年たちによる反乱事件をもとにした実録サスペンスドラマである。ノルウェーの権威あるアマンダ賞で作品賞、脚本賞など4部門を制した。

## ストーリー
1915年、ノルウェーの孤島バストイ島にある少年矯正施設にエーリングとイーヴァルという2人の少年が収容されて来る。そこでは絶対的な権力を持つ院長の下、少年たちは非人道的な扱いを受けながら暮らしていた。
ある夜、大人たちに常に反抗的な態度を取り続けていたエーリングが脱走をはかる。少年たちはエーリングの行為を密かに英雄視するが、エーリングはあえなく連れ戻される。一方、寮長であるブローテンに性的虐待を受けていたイーヴァルが入水自殺する。院長はイーヴァルの自殺を脱走に失敗したことによる事故死として処理した上、イーヴァルが他の少年たちからいじめを受けていたとして事実を隠蔽する。
優等生として卒院することになったリーダーのオーラヴは、イーヴァルの件で院長によって追放されたと思われていたブローテンが復職したことを知ると、全てを捨ててブローテンに殴り掛かる。手を貸したエーリングらと共に檻に入れられたオーラヴは極寒を耐え抜き、使用人の手引きで檻を脱出、ブローテンを追いつめる。その様子を見た少年たちはこれまでの不満を爆発させ、一斉に反乱を起こす。ブローテンは半殺しの目に遭い、院長ら大人たちは島から逃げ出す。
少年たちはボートで島から脱出をはかろうとするが、そこに軍がやって来て制圧にかかる。少年たちはあえなく捕まる。エーリングとオーラヴの2人は凍った海を走って渡り、何とか軍の手を逃れるが、氷が割れてエーリングが海に落ちる。オーラヴは必死でエーリングを救おうとするが、エーリングはオーラヴに手を離すように言うと、そのまま静かに海に沈んで行く。オーラヴは凍った海を走って行く。
それから長い年月が経ち、オーラヴは船の上から島を見つめる。

## キャスト
エーリング（C19） - ベンヤミン・ヘールスター
新たに施設にやって来た非行少年。船乗り。文盲。
オーラヴ・フォッセン（C1） - トロン・ニルセン
C寮のリーダーで優等生。11歳から6年間収容されており、あと3週間で卒院。
ブローテン寮長 - クリストッフェル・ヨーネル
C寮の寮長。少年らを「虐待」している。
イーヴァル（C5） - マグヌス・ラングレーテ
エーリングと共に施設にやって来た少年。
院長 - ステラン・スカルスガルド
絶対的な権力者として施設内に君臨しているが、島で暮らすことをいやがる妻に手を焼いている。

## 評価
映画公式サイトより。
- ノルウェー・AMANDA AWARDS
  - 最優秀作品賞
  - 最優秀脚本賞
  - 最優秀助演男優賞（トロン・ニルセン）
  - 音楽賞
- ドイツ・NORDIC FILM DAYS LÜBECK
  - 最優秀作品賞
  - 観客賞
- オランダ・ロッテルダム国際映画祭
  - 観客投票第4位
- スペイン・バレンシア国際映画祭
  - 金賞
- スウェーデン・ヨーテボリ国際映画祭
  - オープニング作品